# Vlag van Oploo, Sint Anthonis en Ledeacker

Vlag van de gemeente Oploo, Sint Anthonis en Ledeacker
(1967-1994)

De vlag van Oploo, Sint Anthonis en Ledeacker werd op 24 april 1967 bij raadsbesluit vastgesteld als de gemeentelijke vlag van de Noord-Brabantse gemeente Oploo, Sint Anthonis en Ledeacker. De vlag is in het besluit als volgt beschreven:
Drie horizontale banen van gelijke hoogte, van boven naar beneden in de kleuren wit, rood, wit; de bovenste baan beladen met twee aan elkander geschakelde rode ringen en de onderste baan beladen met drie aan elkander geschakelde rode ringen.
Niet vermeld wordt dat de ringen in het midden van de banen naast elkaar zijn geplaatst.
Het ontwerp van de vlag was van de Hoge Raad van Adel. De herkomst van de kleuren en symbolen is onbekend.
Op 1 januari 1994 is Oploo, Sint Anthonis en Ledeacker opgegaan in de gemeente Sint Anthonis, waarmee de vlag als gemeentevlag kwam te vervallen.

## Verwante afbeelding

Wapen van Oploo, Sint Anthonis en Ledeacker

Aalburg 
· Aarle-Rixtel 
· Alphen en Riel 
· Bakel en Milheeze 
· Beek en Donk 
· Beers 
· Berghem 
· Berkel-Enschot 
· Berlicum 
· Bladel en Netersel 
· Borkel en Schaft 
· Boxmeer 
· Budel 
· Chaam 
· Cuijk 
· Cuijk en Sint Agatha 
· Den Dungen 
· Diessen 
· Dinteloord en Prinsenland 
· Drunen 
· Dussen 
· Engelen 
· Erp 
· Esch 
· Escharen 
· Fijnaart en Heijningen 
· Geffen 
· Geldrop 
· Gemert 
· Giessen 
· Ginneken en Bavel 
· Grave 
· 's Gravenmoer 
· Haaren 
· Halsteren 
· Haps 
· Heesch 
· Heeswijk-Dinther 
· Heeze 
· Helvoirt 
· Hoeven 
· Hooge en Lage Mierde 
· Hooge en Lage Zwaluwe 
· Hoogeloon, Hapert en Casteren 
· Huijbergen 
· Klundert 
· Landerd 
· Leende 
· Liempde 
· Lieshout 
· Lith 
· Luyksgestel 
· Maarheeze 
· Maasdonk 
· Made en Drimmelen 
· Megen, Haren en Macharen 
· Mierlo 
· Mill en Sint Hubert 
· Moergestel 
· Nieuw-Ginneken 
· Nieuw-Vossemeer 
· Nistelrode 
· Nuland 
· Oeffelt 
· Oost-, West- en Middelbeers 
· Oploo, Sint Anthonis en Ledeacker 
· Ossendrecht 
· Oud en Nieuw Gastel 
· Oudenbosch 
· Prinsenbeek 
· Putte 
· Raamsdonk 
· Ravenstein 
· Reusel 
· Riethoven 
· Rijsbergen 
· Rijswijk 
· Roosendaal en Nispen 
· Rosmalen 
· Schaijk 
· Schijndel 
· Sint Anthonis 
· Sint-Oedenrode 
· Sprang-Capelle 
· Standdaarbuiten 
· Terheijden 
· Teteringen 
· Uden 
· Udenhout 
· Veghel
· Vessem, Wintelre en Knegsel 
· Vierlingsbeek 
· Vlijmen 
· Wanroij 
· Waspik 
· Werkendam 
· Westerhoven 
· Willemstad 
· Woudrichem 
· Wouw 
· Zeeland 
· Zevenbergen